# 2025年3月14日月食
2025年3月14日月蝕为一次在协调世界时2025年3月14日出現的月全食。該次月蝕半影食分為2.286、全影食分為1.183。偏食維持了109分，全蝕維持33分。

## 概述
這次月食的食分是11.64，偏食維持了109分，全食維持33分。

## 基本參數
- 類型：月全食
- 食甚資料：
  - 日期：2025年3月14日
  - 時間：6:58
  - 月球位置：赤經11.64度、赤緯2.7度
  - 食分：半影食分：2.286、全影食分：1.183
  - 持續時間：偏食109分、全食33分

## 外部連結
- NASA月食專頁（页面存档备份，存于）（英文）